# Drammenselva
Der Fluss Drammenselva (seltener auch Dramselva) ist ein wasserreicher Fluss im Süden Norwegens.

## Lage
Er entwässert den See Tyrifjorden und mündet nach 47 km in der Stadt Drammen in den Drammensfjord, einen nordwestlichen Nebenarm des Oslofjords. In seinem Verlauf durchfließt er die Kommunen Modum, Øvre Eiker und Drammen. Der Fluss bildet den unteren Teil des Flusssystems Drammensvassdraget.

## Freizeit
Die Drammenselva ist einer der großen Lachsflüsse Norwegens.